# 中国人民解放军联勤保障部队第九〇八医院鹰潭医疗区
中国人民解放军联勤保障部队第九〇八医院鹰潭医疗区，位于江西省鹰潭市月湖区湖东路4号，隶属中国人民解放军联勤保障部队第九〇八医院，为三级乙等医院。

## 简介
中国人民解放军第一八四医院创建于1967年，位于江西省鹰潭市，是以创伤急救、脑外伤、骨与关节损伤、胸腹联合伤等多发伤救治及消化内镜诊疗、外科微创手术、心血管介入治疗、肿瘤精确放疗等技术为特色的综合性三级乙等医院。截至2010年，医院已成为中国人民解放军南京军区福州总医院协作医院，南方医科大学（原中国人民解放军第一军医大学）、南昌大学医学院等医学院校的教学医院。
2016年，在深化国防和军队改革中，中国人民解放军第一八四医院由中国人民解放军南京军区转隶无锡联勤保障中心。

## 历任领导
| 院长 …… | 政治委员 …… |